# 言語力
言語力（げんごりょく）とは、言語を用いて思考し、その思考した内容を正確に伝達する能力。

## 概要
文部科学省の調査研究協力者会議のひとつである言語力育成協力者会議（2006年6月-）において打ち出された概念で、学校教育のすべての科目を通じて個人の自己表現、他者理解、共同生活の能力を助長することを目的として、狭い意味の国語力にとどまらないコミュニケーション能力、思考力を指す用語として提案された。
ノーム・チョムスキーの生成文法の用語を使えば、「言語構成能力や知識」である言語能力と「実際の言語行動」である言語運用も含む能力といえる。
「言語力」と言う用語は、「言語」と「力（能力）」を合成した造語であるため、無定義で自明な概念として、広義には「言語に関わる能力」「日本語力（国語力）」一般と捉えられ、語彙力・読解力・文章構成能力・使用可能言語数などを指す用例もある。